# پروسیت (مینه‌سوتا)
پروسیت (به انگلیسی: Prosit) یک منطقهٔ مسکونی در ایالات متحده آمریکا است که در ناحیه البورن، شهرستان سنت لوئیس، مینه‌سوتا واقع شده‌است. پروسیت ۱۰ نفر جمعیت دارد و ۴۰۵٫۰۸ متر بالاتر از سطح دریا واقع شده‌است.